# 원영동
원영동(元永東, 1930년 4월 10일 ~ 2003년 7월 15일)은 대한민국의 시인이다.

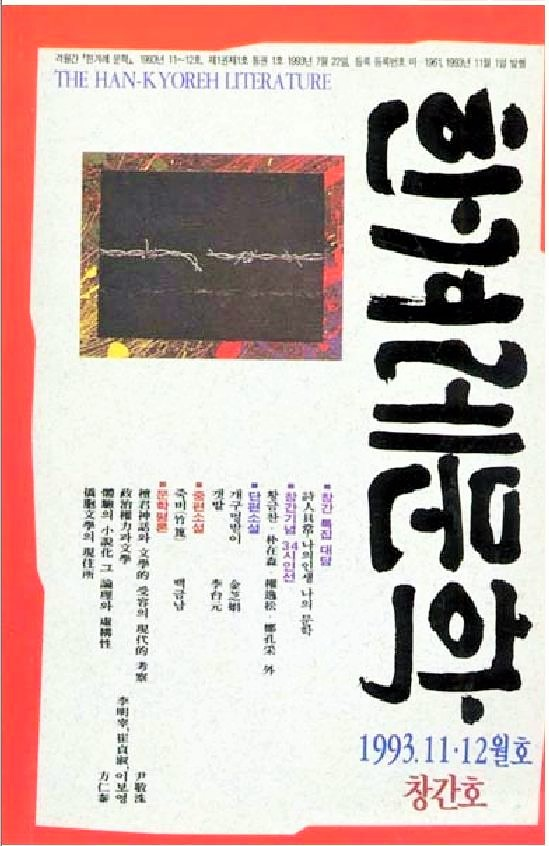
The Han Kyorerh Literature

## 생애
대한민국 고성 출신으로 강릉에서 활동한 시인이다. 고려대학교를 졸업하고 강릉사범 병설 중학교와 강릉고등학교 교사로 재직하며 폭넓은 문단 활동을 펼쳤고, 많은 후배 문인들을 길러냈다. 이산(耳山), 다호(茶戶), 흰돌 등의 호를 썼다. 1960년 《자유문학》에 김용호, 김광섭, 신석정 등의 추천으로 〈눈의 작업〉을 발표하면서 등단하였다. 황금찬, 문덕수, 이형기, 성춘복, 이성교, 이인수, 이중 등과 함께 '시단' 동인으로, 문덕수, 함동선, 전규태, 신동춘, 조완묵, 민용환 등과 함께 '현대시 연구' 동인으로 각각 활동했다. 강릉에서 강릉사범 병설 중학교, 강릉고등학교의 교사로, 서울에서 광성고등학교, 문일고등학교의 교사로 각각 재직했다.
특히 강릉사범 병설 중학교와 강릉고등학교 재직 시절 많은 학생 문사들을 길러냈으며, 강릉 사범학교 교사로 재직했던 시인 윤명과 함께 길러낸 제자들은 1996년 '강릉사랑'이란 모임을 결성하여 스승의 은혜를 기리고 있다. '강릉사랑'은 2012년 '강릉사랑문인회'로 개칭하여 회지 《강릉 가는 길》을 꾸준히 펴내고 있다. 또한 한국현대시인협회 부회장, 한국농민문학회 회장, 단국문인회 회장, 한국문인산악회 회장, 한국문인협회 이사, 국제펜클럽한국본부 이사, 월간 《한맥문학》 주간, 격월간 《한겨레문학》 초대 편집위원 등을 역임했다.

## 저서
- 흰돌의 초상
- 역사기행
- 감자꽃 태산
- 나의 동서 문화 역사 기행

## 상훈
- 강원도 문화상
- 한국현대시인협회상
- 동포문학상
- 흙의 문학상
- 단국문학상
- 한국문인산악회상
- 농민문학상

## 참고 문헌
- 한국현대문학대사전
- 국어국문학자료사전
- 한국향토문화전자대전
- 이진모, 「흰돌 원영동 시인의 삶과 문학」(『강원도 작고 문인 연구 총서-영동 지역 문인을 중심으로』, 관동 문학회, 2015)
- 홍성암, 「윤명, 원영동의 시와 시세계」(『강릉 가는 길』 1집 , 강릉 사랑 문인회, 1997)

## 같이 보기
- 한겨레문학
- 문덕수
- 박재삼
- 성봉수
- 성춘복
- 신동춘
- 이성교
- 이형기
- 윤경수
- 전규태
- 하승무
- 황금찬